# Deutsche Botschaft Riga

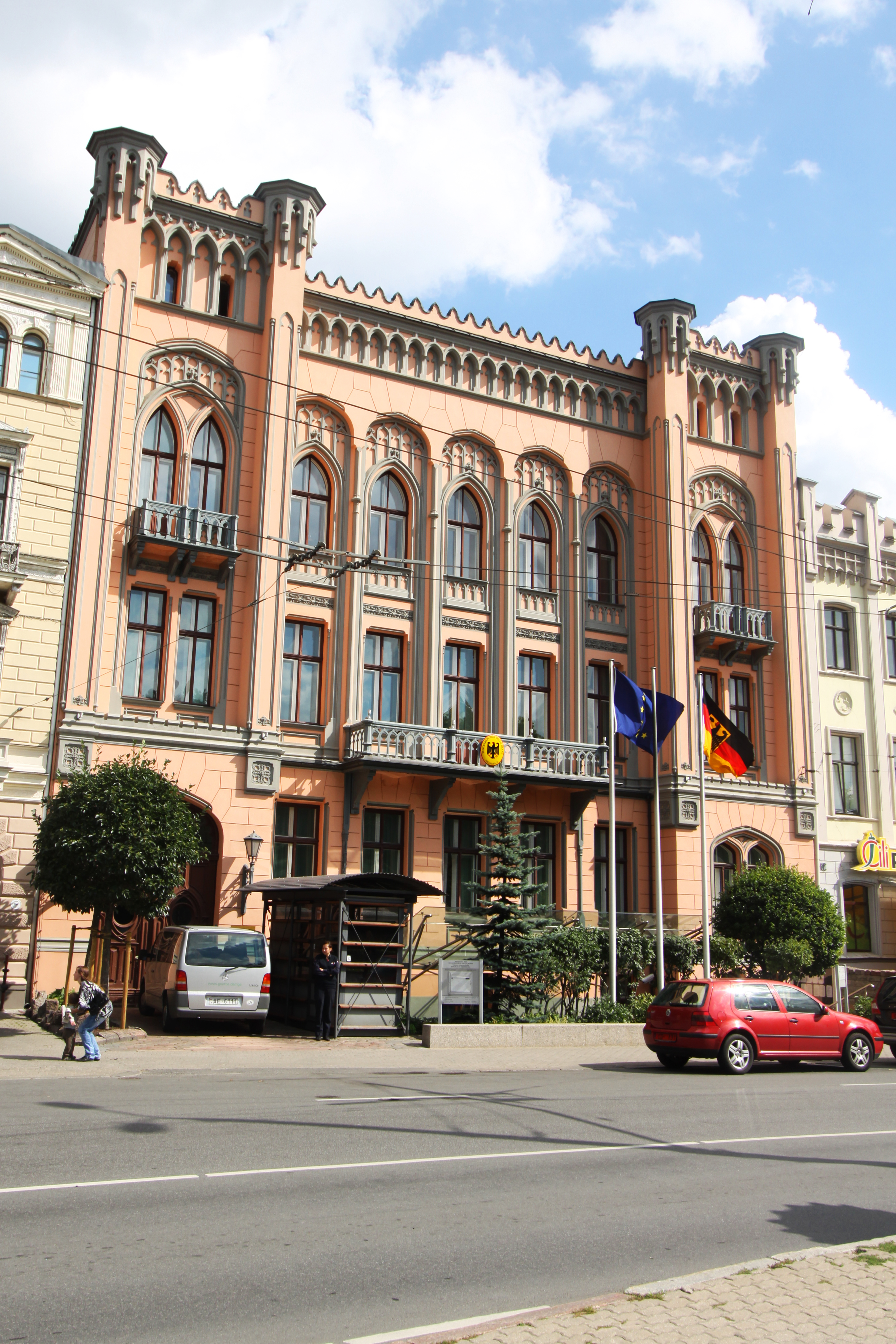
Deutsche Botschaft Riga (2011)

Die Deutsche Botschaft Riga ist die diplomatische Vertretung der Bundesrepublik Deutschland in der Republik Lettland.

## Lage und Gebäude
Die Kanzlei der Botschaft befindet sich im Zentralbezirk (Centrs) der lettischen Hauptstadt Riga. Die Straßenadresse lautet: Raina Bulvaris 13.
Das repräsentative Gebäude geht auf das Jahr 1868 zurück, als der deutsch-baltischen Architekt Heinrich Karl Scheel (1829–1909) es für einen Rigaer Kaufmann errichtete. Es wurde im Jahre 1920 durch das Deutsche Reich erworben. Nach dem Zweiten Weltkrieg nutzte es jahrzehntelang die Rote Armee. Im Jahr 1992 wurde es zurückgegeben und von 1995 bis 1997 umfassend saniert.

## Auftrag und Organisation
Die Deutsche Botschaft Riga hat den Auftrag, die deutsch-lettischen Beziehungen zu pflegen, die deutschen Interessen gegenüber der Regierung von Lettland zu vertreten und die Bundesregierung über Entwicklungen in Lettland zu unterrichten.
In der Botschaft werden die Sachgebiete Politik, Wirtschaft, Kultur und Presse bearbeitet. Der in der Botschaft Vilnius tätige Militärattaché ist auch in Lettland akkreditiert.
Das Referat für Rechts- und Konsularaufgaben der Botschaft bietet deutschen Staatsangehörigen alle konsularischen Dienstleistungen und Hilfe in Notfällen an. Es besteht ein telefonischer Rufbereitschaftsdienst. Der konsularische Amtsbezirk der Botschaft umfasst ganz Lettland. Die Visastelle erteilt Einreiseerlaubnisse für Antragsteller mit Wohnsitz in ganz Lettland. Lettische Staatsangehörige genießen die Freizügigkeit innerhalb der Europäischen Union.

## Geschichte
Die Republik Lettland erlangte am 21. August 1991 wieder ihre Unabhängigkeit.
Die Bundesrepublik Deutschland eröffnete am 2. September 1991 die Botschaft Riga.